# 小行星5188
小行星5188（英語：5188 Paine）是一颗围绕太阳公转的小行星。1990年10月15日，埃莉諾·赫琳在帕洛马山发现了此天体。
这颗小行星的绝对星等为281.4294776719739等。